# Абу'л Хасан
Абу'л Хасан (*1589 —1630) — художник-мініатюрист часів могольських падишахів Акбара, Джаханґіра та Шах Джахана.

## Життєпис
Народився в Аґрі у родині відомого художника перського походження Ага Різи Гераті. Спочатку навчався у свого батька. Згодом поступив до кітабхане (художньої майстерні) при дворі могольського падишаха Акбара. Втім найбільш уславився Абу'л Хасан за правління падишаха Джаханґіра, ставши одним з поважних мініатюристів.

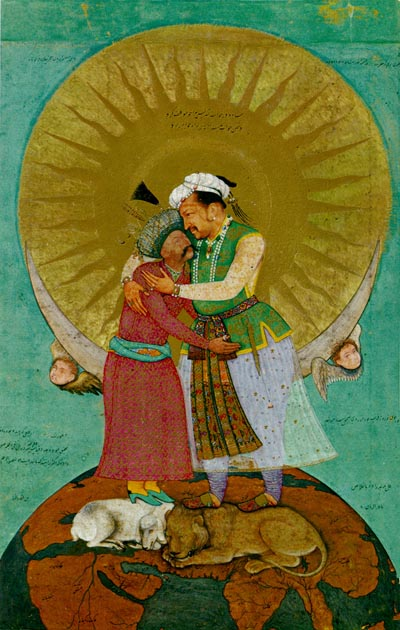
Джаханґір й перський шах Аббас I

 Хасан перш за все спеціалізувався на портретах падишаха Джаханґіра (останній надав художнику титул Диво віку (Надір-аз-Саман), членів його родини, могольскої знаті. Також стає майстром із зображення сільських сцен та тварин й птахів. Для його стилю було характерно використання фонових деталей, яскравих кольорів, здобутків перської каліграфії. Звичайна для могольської мініатюри наявність сильної контурної лінії у Абу'л Хасана зникає.
Під час ознайомчої поїздки до Італії, він також ознайомився із європейською технікою олійного живопису, але залишився вірним перській традиції. 